# Dorothy DeLay
Dorothy DeLay (née le 31 mars 1917 à Medicine Lodge dans l'État du Kansas et morte le 24 mars 2002 à New York) est une violoniste américaine, professeur de violon, essentiellement à la Juilliard School et à l'université de Cincinnati.

## Carrière
Delay a étudié à l'Oberlin Conservatory of Music avec Raymond Cerf puis est entrée à l'université d'État du Michigan, où elle a obtenu son BA. Elle a obtenu un Artist Diploma de la Juilliard Graduate School.
En plus de l'enseignement à la Juilliard, elle a enseigné au Sarah Lawrence College, au College-Conservatory of Music de Cincinnati, au Conservatoire de musique de la Nouvelle-Angleterre, à la Meadowmount School of Music (en) et au Aspen Music Festival and School, entre autres. Elle a commencé à la Juilliard comme assistante du professeur de violon très connu Ivan Galamian, mais plus tard a créé sa propre école de violon.
Elle a aussi fondé le Stuyvesant Trio (1939–1942).
En plus de nombreux autres honneurs, Miss DeLay a reçu la National Medal of Arts en 1994, l'American Eagle Award de la part du National Music Council (en) en 1995, la médaille Sanford de la part de l'université Yale en 1997 et l'ordre du Trésor sacré du gouvernement japonais en 1998.

## Enseignement
Ses anciens élèves comprennent de nombreux violonistes remarquables de la fin du XXe siècle. Elle a aidé Galamian pendant la formation d'Itzhak Perlman. Elle a également enseigné à Anne Akiko Meyers, Albert Stern (en), Midori Gotō, Akiko Suwanai, Sarah Chang, Kurt Sassmannshaus (en), Gong-Qian Yang, Liu Yang, Cho-Liang Lin, Chin Kim, Shunsuke Sato (en), Nadja Salerno-Sonnenberg, Angèle Dubeau, Dmitri Berlinsky (en), Nigel Kennedy, Alyssa Park, Misha Keylin (pt), Shlomo Mintz, Gil Shaham, Adele Anthony, Jean-François Rivest, Dezso et Tibor Vaghy (du Vaghy String Quartet (en)), Lewis Furey, Vadim Gluzman, Fudeko Takahashi et Li Chuan Yun (en) entre autres. Elle a aussi formé beaucoup d'importants musiciens d'orchestre et de pédagogues, tels que Simon Fischer, auteur de Basics, Paul Kantor, pédagogue à l'université Rice, Robert Chen premier violon de l'Orchestre symphonique de Chicago, le premier violon de l'Orchestre symphonique de Milwaukee Frank Almond, et le premier violon de l'Orchestre de Philadelphie David Kim (en),et le premier violon de l'Orchestre de Victor Hugo Franche-Comté Szuhwa Wu.

## Distinctions
- 2000 : Docteur honoris causa de l'université Brown en musique[1]